# Josaphat Kocylovskyj

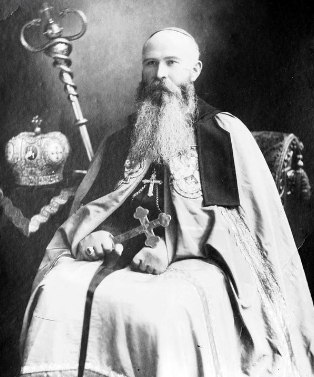
Josaphat Kocylovskyj

Josaphat Kocylovskyj OSBM (polnisch: Jozafat Kocyłowski, ukrainisch: Йосафат Йосиф Коциловський; * 3. März 1876 in Pakoszówka, heute Polen; † 17. November 1947 in Chapaivka, Sowjetunion, heute Ukraine) war ein Basilianermönch, Priester, Bischof und ist ein Märtyrer der ukrainischen griechisch-katholischen Kirche und Seliger der römisch-katholischen Kirche.

## Leben
Josaphat Kocylovskyj wurde in der galizischen Ortschaft Pakoszówka in der griechisch-katholischen Pfarrei von Lalin, im heutigen Polen, geboren. Er entstammte dem russinischen Volksstamm der Lemken und fühlte sich ethnisch den Ukrainern zugehörig.
Das Theologiestudium absolvierte Kocylovskyj in Rom und beendete dieses im Jahre 1907 ebenda. Am 9. Oktober 1907 wurde er im 31. Lebensjahr zum Priester geweiht. Man ernannte Josaphat Kocylovskyj zum Vizerektor des griechisch-katholischen Priesterseminars in Iwano-Frankiwsk. Er unterrichtete als Professor ebenda im Fach Theologie.
Am 2. Oktober 1911 wurde Kocylovskyj Ordensangehöriger der Basilianer des hl. Josaphat. Im Jahre 1917 wurde Josaphat Kocylovskyj zum Bischof der heutigen ukrainisch griechisch-katholischen Erzeparchie Przemyśl-Warschau ernannt. Die kirchlichen Feierlichkeiten wurden durch Großerzbischof Andrej Scheptyzkyj am 23. Oktober 1917 geleitet, dabei wurde Kocylovskyj die Bischofsweihe gespendet, und es folgte die Inthronisation.
Die führenden polnisch-kommunistischen Machthaber ließen Josaphat Kocylovskyj am 26. Juni 1946 festnehmen und lieferten ihn an die Sowjetunion aus. Diese verbrachten Kocylovskyj  in die Ukrainische Sozialistische Sowjetrepublik, zunächst ins Gefängnis nach Kiew, danach in den Gulag von Chapaivka. Dort verstarb Bischof Josaphat Kocylovskyj am 17. November 1947 im Alter von 71 Jahren.
Papst Johannes Paul II. sprach am 27. Juni 2001 Josaphat Kocylovskyj in Rom selig.